# 1940 في الدنمارك
فيما يلي قوائم الأحداث التي وقعت خلال عام 1940 في الدنمارك.

## أحداث
- 9 أبريل – عملية فيزروبونغ

## مواليد

### فبراير
- 17 فبراير – انغولف كونت روزنبورغ

### أبريل
- 16 أبريل – مارغريت الثانية ملكة الدنمارك

### أغسطس
- 16 أغسطس – كاي هانسن لاعب كرة قدم دنماركي.

### سبتمبر
- 11 سبتمبر – جان لسكلي لاعب كرة مضرب دنماركي.
- 22 سبتمبر – آنا كارينا

### نوفمبر
- 29 نوفمبر – ساساني يوسنج مهندسة معمارية دنماركية.

### فبراير
- 29 فبراير – اجي كونت روزنبورغ (مواليد 1887) ضابط دنماركي.

### يوليو
- 28 يوليو – غيردا ويغنر (مواليد 1885) فنانة دنماركية.